# Bạch Thông (huyện)
Bạch Thông là một huyện thuộc tỉnh Bắc Kạn, Việt Nam.

## Địa lý
Huyện Bạch Thông nằm ở trung tâm tỉnh Bắc Kạn, có vị trí địa lý:
- Phía đông giáp huyện Na Rì
- Phía tây giáp huyện Chợ Đồn
- Phía nam giáp thành phố Bắc Kạn và huyện Chợ Mới
- Phía bắc giáp huyện Ngân Sơn và huyện Ba Bể.

Thành phố Bắc Kạn gần như nằm trọn trong lòng huyện
Huyện có diện tích 545 km² và dân số 31.061 người (năm 2019). Huyện lỵ là thị trấn Phủ Thông nằm trên quốc lộ 3 cách thành phố Bắc Kạn 18 km về hướng bắc.

## Hành chính
Huyện Bạch Thông có 14 đơn vị hành chính cấp xã trực thuộc, bao gồm thị trấn Phủ Thông (huyện lỵ) và 13 xã: Cẩm Giàng, Cao Sơn, Đôn Phong, Dương Phong, Lục Bình, Mỹ Thanh, Nguyên Phúc, Quân Hà, Quang Thuận, Sỹ Bình, Tân Tú, Vi Hương, Vũ Muộn.

## Lịch sử
Ngày 12 tháng 5 năm 1964, Bộ Nội vụ ban hành Quyết định số 150-NV. Theo đó:
- Đổi tên xã Hợp Tác thành xã Vũ Muộn
- Đổi tên xã Đoàn Kết thành xã Sĩ Bình
- Đổi tên xã Hòa Bình thành xã Vi Hương
- Đổi tên xã Chiến Thắng thành xã Phương Linh
- Đổi tên xã Quyết Thắng thành xã Tú Trĩ
- Đổi tên xã Đức Xuân thành xã Quân Bình
- Đổi tên xã Hồng Quân thành xã Lục Bình
- Đổi tên xã Dân Chủ thành xã Hà Vị
- Đổi tên xã Hạnh Phúc thành xã Cẩm Giàng
- Đổi tên xã Cộng Hòa thành xã Nguyên Phúc
- Đổi tên xã Tự Do thành xã Cao Sơn
- Đổi tên xã Kim Đồng thành xã Mỹ Thanh
- Đổi tên xã Minh Lập thành xã Huyền Tụng
- Đổi tên xã Đình Phùng thành xã Dương Quang
- Đổi tên xã Minh Khai thành xã Đôn Phong
- Đổi tên xã Hồng Phong thành xã Quang Thuận
- Đổi tên xã Thanh Phong thành xã Dương Phong
- Đổi tên xã Nông Thành thành xã Nông Thượng
- Đổi tên xã Tân Phúc thành xã Xuất Hóa
- Đổi tên xã Độc Lập thành xã Tân Sơn
- Đổi tên xã Hợp Thành thành xã Thanh Vận
- Đổi tên xã Hồng Ngân thành xã Thanh Mai
- Đổi tên xã Bình Lập thành xã Mai Lạp
- Đổi tên xã Hiệp Hòa thành xã Hòa Mục
- Đổi tên xã Hoa Thám thành xã Cao Kỳ
- Đổi tên xã Toàn Thắng thành xã Nông Hạ
- Đổi tên xã Việt Thắng thành xã Nông Thịnh
- Đổi tên xã Hiệp Lực thành xã Thanh Bình
- Đổi tên xã Đồng Tâm thành xã Yên Đĩnh
- Đổi tên xã Toàn Thành thành xã Như Cố
- Đổi tên xã Yên Bình thành xã Yên Hân.

Năm 1965, Chính phủ ban hành quyết định sáp nhập 2 tỉnh Thái Nguyên và Bắc Kạn thành tỉnh Bắc Thái, huyện Bạch Thông thuộc tỉnh Bắc Thái.
Ngày 25 tháng 3 năm 1967, Bộ Nội vụ ra Quyết định số 111-NV chuyển 9 xã: Nông Thịnh, Thanh Bình, Yên Đĩnh, Quảng Chu, Như Cố, Bình Văn, Yên Hân, Yên Cư, Nông Hạ và thị trấn Chợ Mới của huyện Bạch Thông về huyện Phú Lương.
Ngày 14 tháng 4 năm 1967, Hội đồng Chính phủ quyết định chuyển thị xã Bắc Kạn thành thị trấn Bắc Kạn trực thuộc huyện Bạch Thông.
Sau năm 1975, huyện Bạch Thông gồm 2 thị trấn: Bắc Kạn (huyện lỵ), Phủ Thông và 26 xã: Cẩm Giàng, Cao Kỳ, Cao Sơn, Đôn Phong, Dương Phong, Dương Quang, Hà Vị, Hòa Mục, Huyền Tụng, Lục Bình, Mai Lạp, Mỹ Thanh, Nguyên Phúc, Nông Thượng, Phương Linh, Quân Bình, Quang Thuận, Sĩ Bình, Tân Sơn, Tân Tiến, Thanh Mai, Thanh Vận, Tú Trĩ, Vi Hương, Vũ Muộn, Xuất Hóa.
Ngày 1 tháng 3 năm 1980, sáp nhập thị trấn Phủ Thông và xã Phương Linh thành xã Phương Thông.
Ngày 16 tháng 7 năm 1990, tách thị trấn Bắc Kạn (trừ phố Minh Khai chuyển về xã Huyền Tụng) và một phần các xã Dương Quang, Huyền Tụng để tái lập thị xã Bắc Kạn.
Cùng năm, thành lập thị trấn Minh Khai, thị trấn huyện lỵ huyện Bạch Thông trên cơ sở phố Minh Khai thuộc xã Huyền Tụng; chia lại xã Phương Thông thành thị trấn Phủ Thông và xã Phương Linh.
Ngày 6 tháng 11 năm 1996, tỉnh Bắc Kạn được tái lập từ tỉnh Bắc Thái, huyện Bạch Thông thuộc tỉnh Bắc Kạn. Đồng thời, thị trấn Chợ Mới và 9 xã: Bình Văn, Như Cố, Nông Hạ, Nông Thịnh, Quảng Chu, Thanh Đình, Yên Cư, Yên Đĩnh, Yên Hân thuộc huyện Phú Lương được chuyển về huyện Bạch Thông.
Từ đó, huyện Bạch Thông có 3 thị trấn: Minh Khai (huyện lỵ), Phủ Thông, Chợ Mới và 35 xã: Bình Văn, Cẩm Giàng, Cao Kỳ, Cao Sơn, Đôn Phong, Dương Phong, Dương Quang, Hà Vị, Hòa Mục, Huyền Tụng, Lục Bình, Mai Lạp, Mỹ Thanh, Nguyên Phúc, Như Cố, Nông Hạ, Nông Thịnh, Nông Thượng, Phương Linh, Quân Bình, Quảng Chu, Quang Thuận, Sĩ Bình, Tân Sơn, Tân Tiến, Thanh Đình, Thanh Mai, Thanh Vận, Tú Trĩ, Vi Hương, Vũ Muộn, Xuất Hóa, Yên Cư, Yên Đĩnh, Yên Hân.
Ngày 31 tháng 5 năm 1997, chuyển thị trấn Minh Khai và 4 xã: Huyền Tụng, Dương Quang, Nông Thượng, Xuất Hóa về thị xã Bắc Kạn quản lý (nay là thành phố Bắc Kạn).
Huyện Bạch Thông còn lại 2 thị trấn: Phủ Thông, Chợ Mới và 31 xã: Bình Văn, Cẩm Giàng, Cao Kỳ, Cao Sơn, Đôn Phong, Dương Phong, Hà Vị, Hòa Mục, Lục Bình, Mai Lạp, Mỹ Thanh, Nguyên Phúc, Như Cố, Nông Hạ, Nông Thịnh, Phương Linh, Quân Bình, Quảng Chu, Quang Thuận, Sĩ Bình, Tân Sơn, Tân Tiến, Thanh Đình, Thanh Mai, Thanh Vận, Tú Trĩ, Vi Hương, Vũ Muộn, Yên Cư, Yên Đĩnh, Yên Hân.
Ngày 6 tháng 7 năm 1998, tách thị trấn Chợ Mới và 15 xã: Yên Cư, Yên Hân, Bình Văn, Như Cố, Quảng Chu, Nông Hạ, Nông Thịnh, Yên Đĩnh, Thanh Bình, Tân Sơn, Hòa Mục, Cao Kỳ, Thanh Mai, Thanh Vận, Mai Lạp để thành lập huyện Chợ Mới.
Huyện Bạch Thông còn lại thị trấn Phủ Thông và 16 xã: Cẩm Giàng, Cao Sơn, Đôn Phong, Dương Phong, Hà Vị, Lục Bình, Mỹ Thanh, Nguyên Phúc, Phương Linh, Quân Bình, Quang Thuận, Sỹ Bình, Tân Tiến, Tú Trĩ, Vi Hương, Vũ Muộn.
Ngày 10 tháng 1 năm 2020, Ủy ban Thường vụ Quốc hội ban hành Nghị quyết số 855/NQ-UBTVQH14 về việc sắp xếp các đơn vị hành chính cấp xã thuộc tỉnh Bắc Kạn (nghị quyết có hiệu lực từ ngày 1 tháng 2 năm 2020). Theo đó:
- Sáp nhập xã Quân Bình và xã Hà Vị thành xã Quân Hà
- Sáp nhập xã Tân Tiến và xã Tú Trĩ thành xã Tân Tú
- Sáp nhập xã Phương Linh vào thị trấn Phủ Thông.

Huyện Bạch Thông có 1 thị trấn và 13 xã như hiện nay.